# Вышнее Большое
Вышнее Большое — село в составе Большовского сельсовета Воловского района Липецкой области.

## История
В конце XVII-начале XVIII в. близ села Волово мелкими служилыми людьми было основано несколько селений. Два наиболее крупных из них стали называться Большими, а для различия по особенностям рельефа одно получило название Нижнее, а второе - Вышнее. Оба селения упоминаются в документах с 1778 года. Населяющие Вышнее Большое - выходцы из служилых людей, несущих в XVI-XVII веках пограничную военную службу. Назывались они "однодворцами". 
До 1917 года в селах Вышнее и Нижнее Большое насчитывалось более 1000 крестьянских дворов. Наряду с безземельными и малоземельными крестьянами были здесь и помещики, которые имели в собственности огромные земельные площади. В трех километрах от села Вышнее Большое находилось имение помещика Лачинова, у которого было в собственности 700 десятин земли, и имение помещика Карцева площадью 1500 десятин. Помещица Шишкина имела в собственности 600 десятин, которые сдавала в аренду крестьянам. Многим крестьянам приходилось батрачить у них, так как свое земли они не имели.Также крестьяне добывали средства к жизни через кустарничество - изготовляли пеньковую обувь для шахтеров Донбасса. 
Несколько сот семей однодворцев жили в убогих, вросших в землю хатах. Полы были земляные, обстановка хаты состояла из примитивного стола, досчатых лавок и нар вдоль стен.
Революция 1905-1907 годов напугала многих помещиков, и они стали продавать свои земли зажиточным крестьянам. 
Большую роль в жизни населения имела церковь. Основана она была в 1832 году.
Никаких медицинских учреждений в селе не было. Лечением занимались знахари.
В 1894 году на средства помещицы Охотниковой была построена церковно-приходская школа. В ней обучались в основном дети духовенства и зажиточных крестьян. На начало учебного школа насчитывала всего 62 ученика из 800 детей школьного возраста. Главная причина непосещаемости - бедность крестьян, а власти не ставили перед собой задачу вовлечь в школу детей из необеспеченных семей.
После революции 1917 года создаётся Большовский сельский совет. Первый председатель совета - Подоприхин Яков Семёнович. Установление Советской власти было встречено крестьянами с большой радостью.
Во время гражданской войны в селе устраивали шествия, проводились митинги. Летом 1918 года создаётся комбед. Земли у помещиков и кулаков, излишки продуктов были конфискованы и переданы в пользование бедным крестьянам. Первый председатель комбеда Пикалов Иван Тимофеевич, а затем Руднев Максим Фёдорович. Руднев М.Ф. был председателем комбеда до его слияния с сельским советом. В декабре 1929 года в рамках борьбы с православием советской властью были сняты колокола с сельской церкви. За противодействие указанному акту 14 марта 1930 восемь жителей села были репрессированы. Пятерых крестьян приговорили к заключению в концлагерь, Захара Семёновича Болотова, Филиппа Тихоновича Солдатова и священника Александра Николаевича Казанского – к расстрелу. После расстрела семья Солдатова была вынуждена бежать в г. Константиновка Донецкой области. Их примеру последовали и другие семьи, в частности, семья Подоприхиных.

## Население
| 2010 | 2012 |
| ---- | ---- |
| 713  | ↗739 |

## Достопримечательности
Памятник сожженным (Воловская Хатынь).
Памятник Герою Советского Союза Солдатову И.А.
Памятник воинам, погибшим при освобождении села Большое.
Святой источник.

## Известные уроженцы
Солдатов, Иван Алексеевич - старший лейтенант Рабоче-крестьянской Красной Армии, участник Великой Отечественной войны, Герой Советского Союза (1945).